# Tour de Haut-Var 2017
La 49.ª edición del Tour de Haut-Var fue una carrera de ciclismo en ruta que se celebró entre el 18 y el 19 de febrero de 2017 con un recorrido de 360,5 km en dos etapas entre las localidad de Le Cannet-des-Maures y Draguignan. 
La carrera formó parte del UCI Europe Tour 2017 de los Circuitos Continentales UCI, dentro de la categoría 2.1.
La carrera fue ganada por el corredor francés Arthur Vichot del equipo FDJ, en segundo lugar Julien Simon (Cofidis) y en tercer lugar Romain Hardy (Fortuneo-Vital Concept).

## Equipos participantes
Tomaron parte en la carrera 16 equipos: 3 de categoría UCI ProTeam; 6 de categoría Profesional Continental; 7 de categoría Continental.
| WorldTeams (3)- AG2R La Mondiale - BMC Racing Team - FDJ Equipos continentales profesionales (6)- Androni Giocattoli - Cofidis, Solutions Crédits - Delko Marseille Provence KTM - Direct Énergie - Fortuneo-Vital Concept - WB-Veranclassic-Aqua Protect Equipos continentales (7)- Amore & Vita-Selle SMP-Fondriest - Armée de terre - HP BTP-Auber 93 - GM Europa Ovini - Kuwait-Cartucho.es - Roth-Akros - Roubaix Lille Métropole |
| |

## Etapas
| Etapa     | Fecha     | Recorrido                               | type            | Distancia (km) | Ganador         | Líder           |
| --------- | --------- | --------------------------------------- | --------------- | -------------- | --------------- | --------------- |
| 1.ª etapa | 18 de feb | Le Cannet-des-Maures – Bagnols-en-Forêt | etapa escarpada | 153,7          | Samuel Dumoulin | Samuel Dumoulin |
| 2.ª etapa | 19 de feb | Draguignan – Draguignan                 | etapa escarpada | 206,8          | Julien Simon    | Arthur Vichot   |

### Etapa 1
| \| Clasificación de la etapa \| Clasificación de la etapa \| Clasificación de la etapa \| Clasificación de la etapa \| Clasificación de la etapa \| \| Ciclista \| Ciclista \| Equipo \| Tiempo \| \| \| ------------------------- \| ------------------------- \| ---------------------------- \| ------------------------- \| ------------------------- \| \| 1.º \| Samuel Dumoulin \| AG2R La Mondiale \| 3 h 44 min 48 s \| \| \| 2.º \| Arthur Vichot \| FDJ \| + 0 s \| \| \| 3.º \| Maxime Vantomme \| WB-Veranclassic-Aqua Protect \| + 0 s \| \| \| 4.º \| Kevyn Ista \| WB-Veranclassic-Aqua Protect \| + 0 s \| \| \| 5.º \| Francesco Gavazzi \| Androni-Sidermec-Bottecchia \| + 0 s \| \| \| 6.º \| Romain Hardy \| Fortuneo-Vital Concept \| + 0 s \| \| \| 7.º \| Damiano Caruso \| BMC Racing Team \| + 0 s \| \| \| 8.º \| Julien Simon \| Cofidis, Solutions Crédits \| + 0 s \| \| \| 9.º \| Bastien Duculty \| Armée de terre \| + 0 s \| \| \| 10.º \| Lilian Calmejane \| Direct Énergie \| + 0 s \| \| |                   |                              |                 |
| |                   |                              |                 |
| |                   |                              |                 |
| Clasificación de la etapa |                   |                              |                 |
| Ciclista | Ciclista          | Equipo                       | Tiempo          |
| 1.º | Samuel Dumoulin   | AG2R La Mondiale             | 3 h 44 min 48 s |
| 2.º | Arthur Vichot     | FDJ                          | + 0 s           |
| 3.º | Maxime Vantomme   | WB-Veranclassic-Aqua Protect | + 0 s           |
| 4.º | Kevyn Ista        | WB-Veranclassic-Aqua Protect | + 0 s           |
| 5.º | Francesco Gavazzi | Androni-Sidermec-Bottecchia  | + 0 s           |
| 6.º | Romain Hardy      | Fortuneo-Vital Concept       | + 0 s           |
| 7.º | Damiano Caruso    | BMC Racing Team              | + 0 s           |
| 8.º | Julien Simon      | Cofidis, Solutions Crédits   | + 0 s           |
| 9.º | Bastien Duculty   | Armée de terre               | + 0 s           |
| 10.º | Lilian Calmejane  | Direct Énergie               | + 0 s           |

| \| Clasificación general \| Clasificación general \| Clasificación general \| Clasificación general \| Clasificación general \| \| Ciclista \| Ciclista \| Equipo \| Tiempo \| \| \| --------------------- \| --------------------- \| ---------------------------- \| --------------------- \| --------------------- \| \| 1.º \| Samuel Dumoulin \| AG2R La Mondiale \| 3 h 44 min 48 s \| \| \| 2.º \| Arthur Vichot \| FDJ \| + 0 s \| \| \| 3.º \| Maxime Vantomme \| WB-Veranclassic-Aqua Protect \| + 0 s \| \| \| 4.º \| Kevyn Ista \| WB-Veranclassic-Aqua Protect \| + 0 s \| \| \| 5.º \| Francesco Gavazzi \| Androni-Sidermec-Bottecchia \| + 0 s \| \| \| 6.º \| Romain Hardy \| Fortuneo-Vital Concept \| + 0 s \| \| \| 7.º \| Damiano Caruso \| BMC Racing Team \| + 0 s \| \| \| 8.º \| Julien Simon \| Cofidis, Solutions Crédits \| + 0 s \| \| \| 9.º \| Bastien Duculty \| Armée de terre \| + 0 s \| \| \| 10.º \| Lilian Calmejane \| Direct Énergie \| + 0 s \| \| |                   |                              |                 |
| |                   |                              |                 |
| |                   |                              |                 |
| Clasificación general |                   |                              |                 |
| Ciclista | Ciclista          | Equipo                       | Tiempo          |
| 1.º | Samuel Dumoulin   | AG2R La Mondiale             | 3 h 44 min 48 s |
| 2.º | Arthur Vichot     | FDJ                          | + 0 s           |
| 3.º | Maxime Vantomme   | WB-Veranclassic-Aqua Protect | + 0 s           |
| 4.º | Kevyn Ista        | WB-Veranclassic-Aqua Protect | + 0 s           |
| 5.º | Francesco Gavazzi | Androni-Sidermec-Bottecchia  | + 0 s           |
| 6.º | Romain Hardy      | Fortuneo-Vital Concept       | + 0 s           |
| 7.º | Damiano Caruso    | BMC Racing Team              | + 0 s           |
| 8.º | Julien Simon      | Cofidis, Solutions Crédits   | + 0 s           |
| 9.º | Bastien Duculty   | Armée de terre               | + 0 s           |
| 10.º | Lilian Calmejane  | Direct Énergie               | + 0 s           |

### Etapa 2
| \| Clasificación de la etapa \| Clasificación de la etapa \| Clasificación de la etapa \| Clasificación de la etapa \| Clasificación de la etapa \| \| Ciclista \| Ciclista \| Equipo \| Tiempo \| \| \| ------------------------- \| ------------------------- \| ---------------------------- \| ------------------------- \| ------------------------- \| \| 1.º \| Julien Simon \| Cofidis, Solutions Crédits \| 5 h 22 min 01 s \| \| \| 2.º \| Julien El Fares \| Delko-Marseille Provence-KTM \| + 0 s \| \| \| 3.º \| Arthur Vichot \| FDJ \| + 0 s \| \| \| 4.º \| Mauro Finetto \| Delko-Marseille Provence-KTM \| + 0 s \| \| \| 5.º \| Jonathan Hivert \| Direct Énergie \| + 0 s \| \| \| 6.º \| Romain Hardy \| Fortuneo-Vital Concept \| + 0 s \| \| \| 7.º \| Brent Bookwalter \| BMC Racing Team \| + 0 s \| \| \| 8.º \| Lilian Calmejane \| Direct Énergie \| + 0 s \| \| \| 9.º \| Damiano Caruso \| BMC Racing Team \| + 0 s \| \| \| 10.º \| Arnold Jeannesson \| Fortuneo-Vital Concept \| + 0 s \| \| |                   |                              |                 |
| |                   |                              |                 |
| |                   |                              |                 |
| Clasificación de la etapa |                   |                              |                 |
| Ciclista | Ciclista          | Equipo                       | Tiempo          |
| 1.º | Julien Simon      | Cofidis, Solutions Crédits   | 5 h 22 min 01 s |
| 2.º | Julien El Fares   | Delko-Marseille Provence-KTM | + 0 s           |
| 3.º | Arthur Vichot     | FDJ                          | + 0 s           |
| 4.º | Mauro Finetto     | Delko-Marseille Provence-KTM | + 0 s           |
| 5.º | Jonathan Hivert   | Direct Énergie               | + 0 s           |
| 6.º | Romain Hardy      | Fortuneo-Vital Concept       | + 0 s           |
| 7.º | Brent Bookwalter  | BMC Racing Team              | + 0 s           |
| 8.º | Lilian Calmejane  | Direct Énergie               | + 0 s           |
| 9.º | Damiano Caruso    | BMC Racing Team              | + 0 s           |
| 10.º | Arnold Jeannesson | Fortuneo-Vital Concept       | + 0 s           |

## Clasificaciones finales
- Las clasificaciones finalizaron de la siguiente forma:[4]

### Clasificación general
| \| Clasificación general \| Clasificación general \| Clasificación general \| Clasificación general \| Clasificación general \| \| Ciclista \| Ciclista \| Equipo \| Tiempo \| \| \| --------------------- \| --------------------- \| ---------------------------- \| --------------------- \| --------------------- \| \| 1.º \| Arthur Vichot \| FDJ \| 9 h 06 min 49 s \| \| \| 2.º \| Julien Simon \| Cofidis, Solutions Crédits \| + 0 s \| \| \| 3.º \| Romain Hardy \| Fortuneo-Vital Concept \| + 0 s \| \| \| 4.º \| Damiano Caruso \| BMC Racing Team \| + 0 s \| \| \| 5.º \| Lilian Calmejane \| Direct Énergie \| + 0 s \| \| \| 6.º \| Mauro Finetto \| Delko-Marseille Provence-KTM \| + 0 s \| \| \| 7.º \| Brent Bookwalter \| BMC Racing Team \| + 0 s \| \| \| 8.º \| Jonathan Hivert \| Direct Énergie \| + 0 s \| \| \| 9.º \| Arnold Jeannesson \| Fortuneo-Vital Concept \| + 0 s \| \| \| 10.º \| Julien El Fares \| Delko-Marseille Provence-KTM \| + 8 s \| \| |                   |                              |                 |
| |                   |                              |                 |
| Fuente: ProCyclingStats |                   |                              |                 |
| Clasificación general |                   |                              |                 |
| Ciclista | Ciclista          | Equipo                       | Tiempo          |
| 1.º | Arthur Vichot     | FDJ                          | 9 h 06 min 49 s |
| 2.º | Julien Simon      | Cofidis, Solutions Crédits   | + 0 s           |
| 3.º | Romain Hardy      | Fortuneo-Vital Concept       | + 0 s           |
| 4.º | Damiano Caruso    | BMC Racing Team              | + 0 s           |
| 5.º | Lilian Calmejane  | Direct Énergie               | + 0 s           |
| 6.º | Mauro Finetto     | Delko-Marseille Provence-KTM | + 0 s           |
| 7.º | Brent Bookwalter  | BMC Racing Team              | + 0 s           |
| 8.º | Jonathan Hivert   | Direct Énergie               | + 0 s           |
| 9.º | Arnold Jeannesson | Fortuneo-Vital Concept       | + 0 s           |
| 10.º | Julien El Fares   | Delko-Marseille Provence-KTM | + 8 s           |

## Evolución de las clasificaciones
| Etapa (Vencedor)           | Clasificación general | Clasificación por puntos | Clasificación de la montaña | Clasificación de los jóvenes | Clasificación por equipos |
| -------------------------- | --------------------- | ------------------------ | --------------------------- | ---------------------------- | ------------------------- |
| 1ª etapa (Samuel Dumoulin) | Samuel Dumoulin       | Samuel Dumoulin          | Marco Bernardinetti         | Tom Bohli                    | BMC Racing Team           |
| 2ª etapa (Julien Simon)    | Arthur Vichot         | Arthur Vichot            | Franck Bonnamour            | Tom Bohli                    | BMC Racing Team           |
| Final                      | Arthur Vichot         | Arthur Vichot            | Franck Bonnamour            | Tom Bohli                    | BMC Racing Team           |

## UCI World Ranking
El Tour de Haut-Var otorga puntos para el UCI Europe Tour 2017 y el UCI World Ranking, este último para corredores de los equipos en las categorías UCI ProTeam, Profesional Continental y Equipos Continentales. Las siguientes tablas son el baremo de puntuación y los corredores que obtuvieron puntos:
| Posición              | 1.ª | 2.ª | 3.ª | 4.ª | 5.ª | 6.ª | 7.ª | 8.ª | 9.ª | 10.ª |
| Clasificación general | 125 | 85  | 70  | 60  | 50  | 40  | 35  | 30  | 25  | 20   |
| Por etapa             | 14  | 5   | 3   |     |     |     |     |     |     |      |
| Líder                 | 3   |     |     |     |     |     |     |     |     |      |

| Clasificación | Clasificación    | Clasificación                | Clasificación | Clasificación | Clasificación | Clasificación |
| Posición      | Ciclista         | Equipo                       | General       | Etapa         | Líder         | Total         |
| ------------- | ---------------- | ---------------------------- | ------------- | ------------- | ------------- | ------------- |
| 1.º           | Arthur Vichot    | FDJ                          | 125           | 8             | 3             | 136           |
| 2.º           | Julien Simon     | Cofidis                      | 85            | 14            | -             | 99            |
| 3.º           | Romain Hardy     | Fortuneo-Vital Concept       | 70            | -             | -             | 70            |
| 4.º           | Damiano Caruso   | BMC Racing Team              | 60            | -             | -             | 60            |
| 5.º           | Lilian Calmejane | Direct Énergie               | 50            | -             | -             | 50            |
| 6.º           | Mauro Finetto    | Delko Marseille Provence KTM | 40            | -             | -             | 40            |
| 7.º           | Brent Bookwalter | BMC Racing Team              | 35            | -             | -             | 35            |
| 8.º           | Jonathan Hivert  | Direct Énergie               | 30            | -             | -             | 30            |
| 9.º           | Julien El Fares  | Delko Marseille Provence KTM | 25            | -             | -             | 25            |
| 10.º          | Silvan Dillier   | BMC Racing Team              | 20            | -             | -             | 20            |